# Егорлыцкий залив
Егорлыцкий залив (укр. Ягорлицька затока) — мелководный залив в северной части Чёрного моря между Кинбурнским полуостровом и полуостровом Егорлыцкий Кут. Залив омывает побережья Николаевской и Херсонской областей.
Длина Егорлыцкого залива 26 км, ширина возле входа 15 км, глубина до 5 м. Замерзает залив только в суровые зимы.

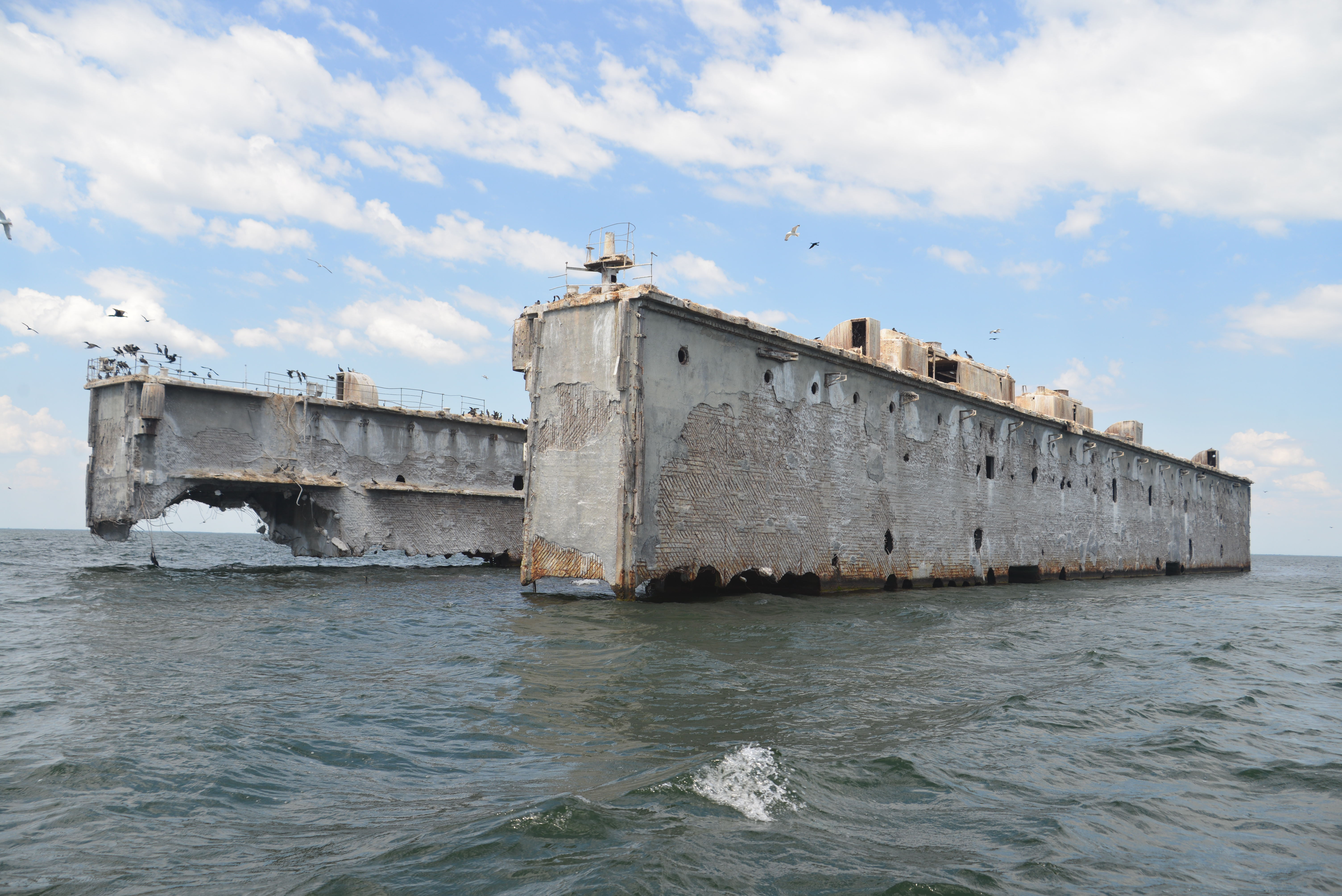
Док в заливе

От Чёрного моря залив частично отделён островами Долгий (длина 7 км, ширина до 1 км) и Круглый. В прошлом оба эти острова были частью безымянной косы Кинбурнского полуострова.
Побережье залива входит в состав Черноморского биосферного заповедника. Часть акватории Егорлыцкого залива находится в составе Егорлыцкого заказника (образован в 1974 г.). В 1976 году залив был включён в перечень водно-болотных угодий международного значения, подпадающих под действие Рамсарской конвенции.
В 2008 году экспедиция Департамента подводного наследия (Института археологии НАН Украины) под руководством С. Воронова обнаружила на дне залива остатки древнегреческого поселения VII века. Существуют предположения, что поселение является легендарной Борисфенидой.

## Происхождение названия
По-тюркски «Гяурлык» значит «дорога неверных». Запорожцы на берегах Егорлыцкого залива добывали соль и часто тревожили турок.